# Bar in den Folies Bergère
Bar in den Folies Bergère (französisch: Un bar aux Folies Bergère) ist ein Ölgemälde des französischen Künstlers Édouard Manet. Es entstand einige Monate vor seinem Tod im Frühjahr 1883 und zeigt eine Szene in dem Pariser Nachtclub Folies Bergère. Die Komposition wird von der Kritik als ein optisches Puzzle bezeichnet. Es stellen sich viele Fragen, die Anlass zu unterschiedlichen Spekulationen sind. Das Bild gilt als ein Wegbereiter des Impressionismus. Eigentümer des Gemäldes war zunächst der Komponist Emmanuel Chabrier, der mit Manet eng befreundet war. Es befindet sich heute im Courtauld Institute of Art in London.

## Geschichte
Das Gemälde entstand 1882 und wurde im selben Jahr im  Salon erstmals ausgestellt. Kritiker merkten schon damals an, dass die Gegenstände des Bildvordergrundes nicht an den Stellen im Spiegel erscheinen, an denen man sie erwarten würde. Der bärtige Besucher des Spiegelbilds ist im Vordergrund nirgends zu sehen, die Haltung der gespiegelten Barfrau ist nicht die Haltung derjenigen, die uns ihr Gesicht zuwendet. Manet wurde von der Kritik Nachlässigkeit unterstellt.
Manet liebte Paris und das städtische Leben, was sich in vielen Motiven seiner Bilder ausdrückt. Der Nachtclub und das Kabarett Folies Bergère waren damals ein gerne besuchtes Etablissement für das gehobene Bürgertum; Manet zählte zu den Stammgästen. Auf der Grundlage von im Lokal gezeichneten Skizzen fertigte er das Gemälde in seinem Atelier. Dort saß ihm die Bardame Suzon aus den Folies Bergères Modell. Manet starb am 30. April 1883, die „Bar in den Folies-Bergère“ gilt als sein letztes großes Werk.

## Bildbeschreibung
Im Bildmittelpunkt steht die Bardame Suzon bei der Arbeit. Ihr melancholischer, geistesabwesender Gesichtsausdruck passt jedoch nicht zu dem ausgelassenen Treiben um sie herum. Sie steht allein in einem Raum voller Menschen, die sich amüsieren. Sie erwidert nicht den Blick des Betrachters. Alle übrigen Personen sind nur im Spiegel als Hintergrund dargestellt. Die Personen sind vornehm gekleidet, Männer mit Zylindern und Frauen mit großen Hüten. Sie sind zumeist nicht naturalistisch ausgearbeitet, sondern im Stil des Impressionismus angedeutet.
Weiterhin fällt der Mann im Spiegel auf, der Suzon anscheinend anspricht, aber im Bildvordergrund nicht zu sehen ist. Diese Szene ist Gegenstand von vielfältigen Spekulationen. So wird vermutet, dass er an der Stelle steht, an der sich in der Realität der Betrachter des Bildes befinden müsste. Es wird bezweifelt, ob die Perspektive realistisch dargestellt sei. Es gibt eine Untersuchung von dem Australier Malcom Park basierend auf optischen Analysen, die es für möglich hält, dass die Perspektiven stimmen. Malcom Park nimmt an, dass der Bildbetrachter nicht frontal vor der Dame, sondern nach rechts im Raum versetzt steht und die Dame habe sich leicht zum Betrachter hingedreht. Zu der unterschiedlichen Haltung des Barmädchens äußert er sich allerdings nicht.
Links und rechts von Suzon stehen einige Flaschen, unter anderem Champagner und einfache Bierflaschen. Wie ein Stillleben befindet sich etwas außerhalb der Mitte links von ihr eine kleine Vase mit zwei weißen Rosen sowie eine hohe Schale gefüllt mit Orangen. Eine weitere optische Ungereimtheit ist die Position der Flaschen auf der linken Bildseite. In der Bildwirklichkeit stehen sie knapp vor der Kante des Tresens, in der Spiegelung sind sie jedoch weit hinter der Kante.

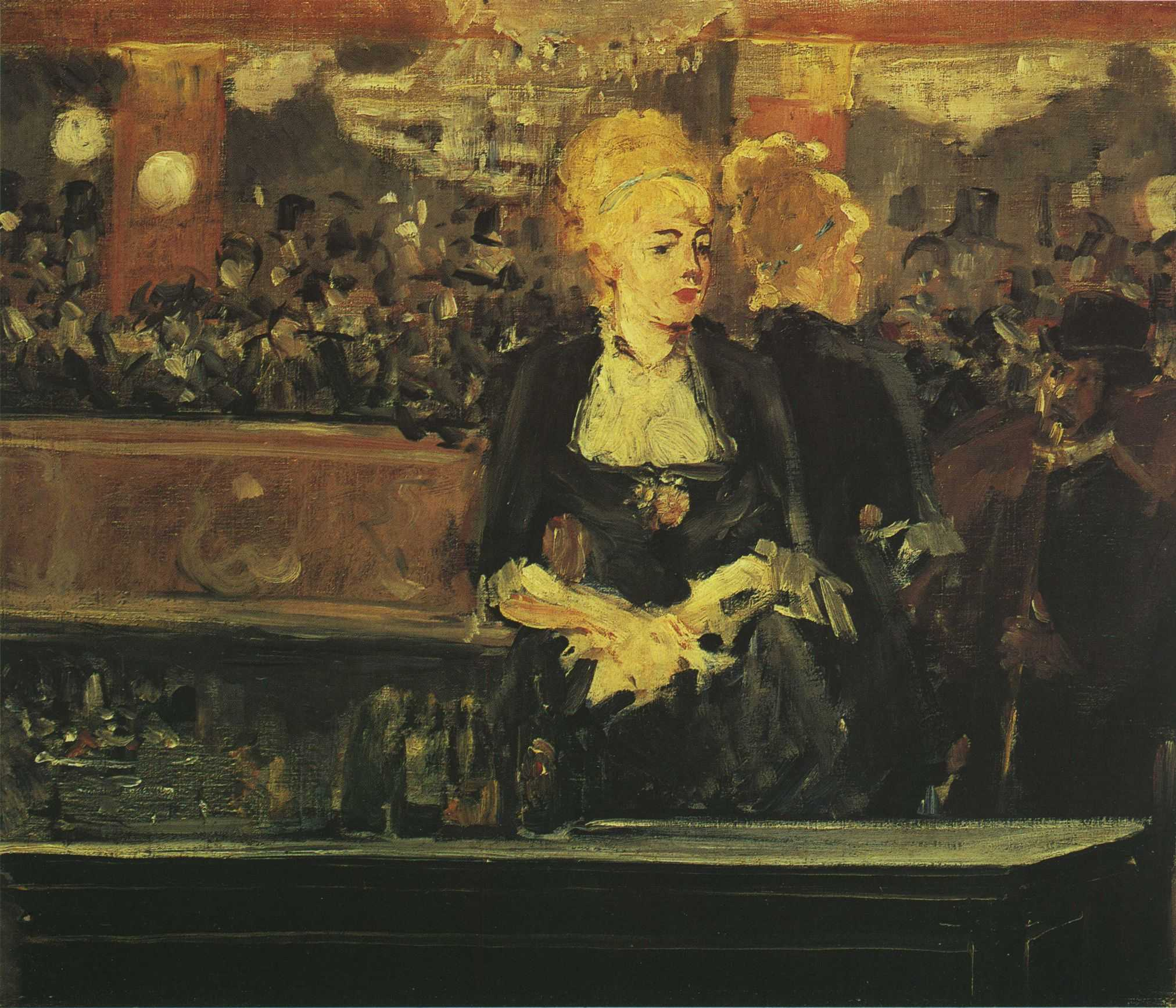
Manet: Studie zu „Bar in den Folies-Bergère“ (1881)

Aus dem Jahr 1881 gibt es eine Studie zu dem Gemälde. Die Kernelemente der Bildgestaltung sind dort bereits vorhanden. Allerdings gibt es auch zahlreiche Abweichungen zum späteren Original.
Der Bildaufbau wird dominiert durch eine Vertikale in der Bildmitte, die von der Kopfhaltung der Dame abwärts bis zum Ende der Knopfleiste verläuft, sowie die Horizontale des Tresens. Die Senkrechte unterstreicht Suzons Ausdruck und gibt ihr eine gewisse Unnahbarkeit. Vom Kopf der Dame über die beiden Arme zu den Flaschen links bzw. der Obstschale rechts kann man eine pyramidenförmige Bildgestaltung erkennen. Auf diese Weise ergibt sich die Wirkung von Monumentalität und feierlichem Ernst. Zusätzlich stellt die Wandsäule im Spiegel eine Vertikale dar, die die beiden Darstellungen des Barmädchens voneinander trennen. Auf Röntgenuntersuchungen der Leinwand hat man festgestellt, dass Manet ähnlich wie auf der Studie die Arme der Dame zuerst vor dem Bauch gekreuzt hat, wobei die rechte Hand das linke Handgelenk greift. Manet hat diese Gestaltung dann übermalt.
Silbergrau in unterschiedlichsten Abstufungen und Blauschwarz bestimmen den Farbeindruck; hinzu kommen Ocker und Braun sowie Weiß. Die Farben des Vordergrunds sind von größerer Reinheit und Leuchtkraft als im Hintergrund. Je tiefer der Raum wird, desto weniger ist zu erkennen. Das Bild verschwimmt nach hinten, nur das Barmädchen wirkt plastisch. Insgesamt ist die großzügige Verwendung von Licht und Farbe ein wesentliches Element des Bildes.

## Bild „Las Meninas“ als Vorbild

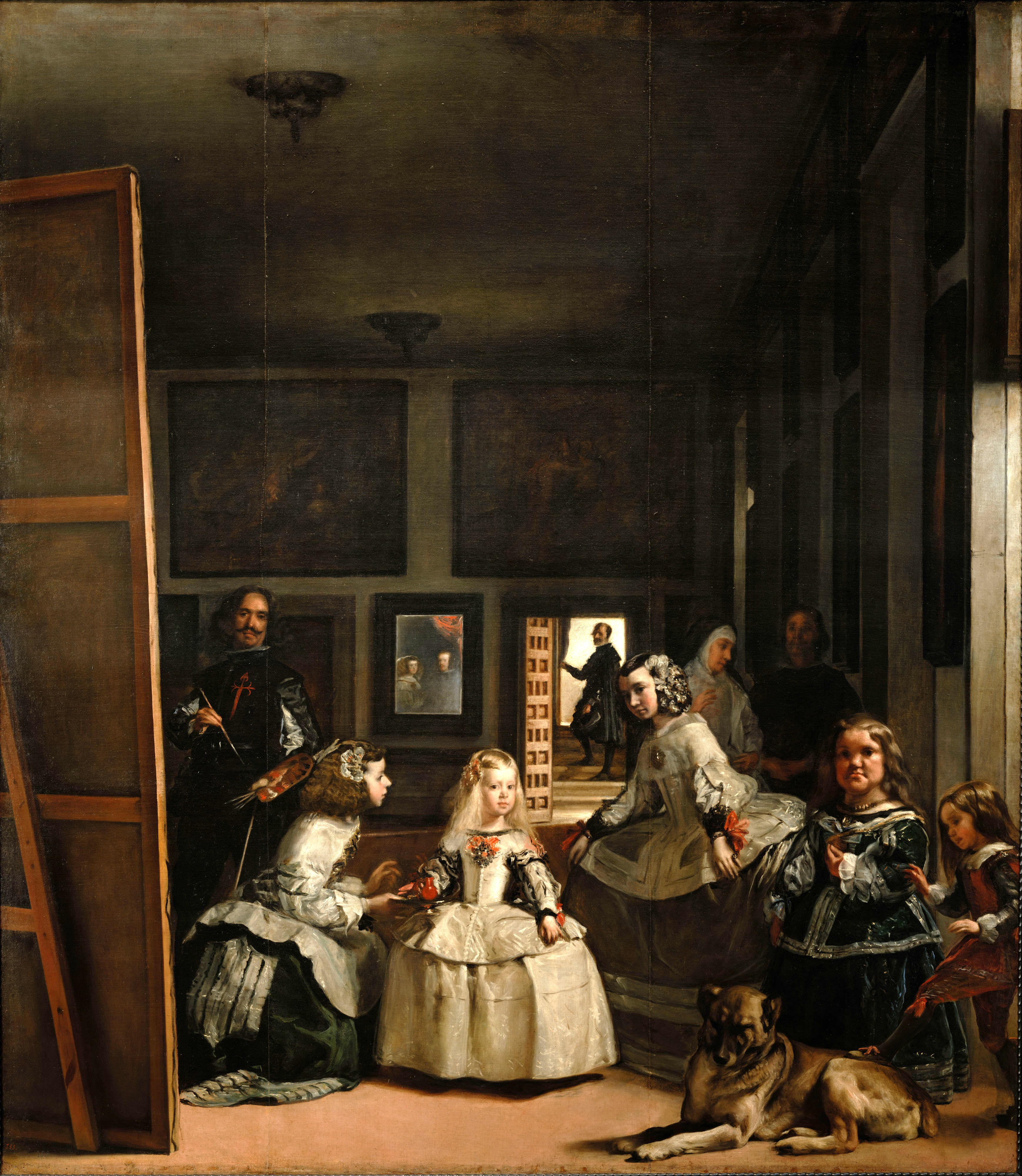
„Las Meninas“ von Diego Velazquez (1656)

Die „Bar in den Folies-Bergère“ erinnert an das Bild Las Meninas (1656) von dem spanischen Maler Diego Velázquez. Manet war ein Bewunderer von Velazquez, so dass man vermuten kann, dass der Zusammenhang kein Zufall ist. „Las Meninas“ zeigt die fünfjährige Königstochter Margarita umgeben von Hofbediensteten. Ein Spiegel hängt im Hintergrund und reflektiert die Oberkörper von König und Königin, die außerhalb des abgebildeten Raums stehen und zu den dargestellten Personen blicken. Das Gemälde hat in der Literatur zu immer neuen Interpretationsansätzen geführt. Die Vermutung liegt nahe, dass Manet von dem Bild beeinflusst war und das Thema in seine Zeit übersetzt hat.

## Interpretationsversuche
Die Interpretationsversuche in der Literatur sind zahlreich. Sie kreisen unter anderem um folgende Themen:
- die Spiegelung mit der Wiedergabe einer realen und einer gespiegelten Welt,
- die Einsamkeit der Barfrau und die Ausgelassenheit der Kundschaft,
- dem fehlenden Zylindermann in der Bildrealität,
- den Klassengegensatz zwischen dem vornehmen Mann der sozialen Oberschicht gegenüber der jungen, erotisch attraktiven Frau der Unterschicht.[11]

Auf dem Spiegelbild erscheint Suzon leicht vorgeneigt und ihrem Beruf entsprechend dem Gast im Spiegel aufmerksam zugetan. Spiegelbild und Realität stimmen nicht überein. So zeigt Manet die Frau von zwei Seiten und gegenüber dem Betrachter auf zwei verschiedenen Wirklichkeitsebenen, als Barfräulein und als einsamer Mensch. So thematisiert er die Kluft zwischen Schein und Sein, was durch die ausgiebige Nutzung eines Spiegels als wesentliches Bildelement noch verstärkt wird. „Bar in den Folies Bergère“ kann auch als ein gesellschaftskritisches Bild gewertet werden. Von einzelnen Autoren wird das Bild als ein Mikrokosmos der bürgerlichen Gesellschaft interpretiert. Die arbeitende Klasse, die ohne Lebensfreude ihren Lebensunterhalt verdienen muss und das gehobene Bürgertum, das sich ungehemmt vergnügt.